# Anas superciliosa
El ánade cejudo, pato negro pacífico o pato negro del Pacífico (Anas superciliosa) es una especie de ave anseriforme de la familia Anatidae ampliamente distribuida por Indonesia, Australia, Nueva Zelanda, Nueva Guinea y algunas islas de la Micronesia y la Polinesia francesa.

## Subespecies
- A. s. superciliosa
(Nueva Zelanda, llamado Pārera en maorí)
- A. s. rogersi
(Australasia)
- A. s. pelewensis
(Pacífico suroccidental)